# Carl-Cranz-Gesellschaft
Die Carl-Cranz-Gesellschaft e.V. ist eine als gemeinnütziger Verein organisierte Einrichtung für technisch-wissenschaftliche Weiterbildung, vorwiegend im Bereich der Wehrtechnik, die nach Carl Cranz benannt wurde.

## Geschichte
Die Carl-Cranz-Gesellschaft wurde am 9. Dezember 1960 unter der Schirmherrschaft des damaligen Verteidigungsministers Franz Josef Strauß mit dem Ziel gegründet, im Zuge des Aufbaus der Bundeswehr und entsprechender Forschungs- und Entwicklungskapazitäten wehrtechnische Aus- und Weiterbildungsangebote für Hochschulabsolventen sowie Fachkräfte aus Industrie und Militär bereitzustellen. Die ersten wehrtechnischen Lehrgänge wurden 1963 in Weil am Rhein und Oberpfaffenhofen bei München durchgeführt.
Die Gesellschaft wurde vom Bundesministerium der Verteidigung finanziell unterstützt. Ihrem Kuratorium gehören neben Vertretern von Forschungseinrichtungen wie dem Deutschen Zentrum für Luft- und Raumfahrt (DLR) und Fraunhofer-Instituten vorwiegend Vertreter führender deutscher Rüstungsunternehmen wie Airbus Defence and Space, Diehl Defence, ESG, Hensoldt, IABG, Krauss-Maffei Wegmann und Rheinmetall an, die der Gesellschaft auch als kooperative Mitglieder verbunden sind.
Benannt ist die Gesellschaft nach dem Schöpfer der modernen Ballistik, dem Professor für Technische Physik an der Technischen Hochschule Berlin, Carl Cranz.

## Aktivitäten
Die Fortbildungsveranstaltungen der Carl-Cranz-Gesellschaft richten sich vor allem an Ingenieure und Naturwissenschaftler. Jährlich werden mehr als 120 ein- bis fünftägige, deutsch- oder englischsprachige Seminare in Deutschland, Frankreich, Österreich und der Schweiz durchgeführt, die von Experten aus Hochschulen, Forschungseinrichtungen und Industrieunternehmen geleitet werden. Etwa 25 % der Teilnehmer kommen aus dem Ausland, vorwiegend aus den Niederlanden, Österreich und der Schweiz. Dabei arbeitet die CCG mit Forschungsinstituten, vornehmlich Einrichtungen der Großforschung, mit Hochschulen, der Industrie und mit staatlichen Organisationen zusammen. Besondere Vereinbarungen zur Zusammenarbeit bestehen zum Beispiel mit der Deutschen Gesellschaft für Wehrtechnik.
Das Seminarprogramm der Carl-Cranz-Gesellschaft gliedert sich in die Fachbereiche:
- Digitale Kommunikation
- Informatik
- Sensorik
- Führung und Aufklärung
- Transport- und Verkehrssysteme
- Verteidigung und Sicherheit
- Werkstoffkunde und -technologie
- Fachübergreifende Themen

Innerhalb dieser Fachbereiche werden unter anderem Seminare zu Themen der Elektrotechnik und Elektronik, Luft- und Raumfahrt, Navigation sowie Automotive/Fahrassistenzsysteme angeboten.
In den letzten Jahren hat die Gesellschaft ihr Angebotsspektrum über den wehrtechnischen Rahmen hinaus in den zivilen Sektor ausgedehnt und bietet beispielsweise auch Seminare zu Themen wie altersgerechte Assistenzsysteme für Senioren, REACH oder Werkstoffmodellierung im Automobilbau an.